# Islas Santana
Islas Santana är två öar i Mexiko. De ligger i lagunen Laguna Mar Muerte och tillhör kommunen San Pedro Tapanatepec i delstaten Oaxaca, i den södra delen av landet. De har en sammanlagd area på 0,15 kvadratkilometer.